# لج القاعد (خيران المحرق)

تعديل مصدري - تعديل

لج القاعد هي إحدى قرى عزلة غربى الخميسين بمديرية خيران المحرق التابعة لمحافظة حجة، بلغ تعداد سكانها 140 نسمة حسب تعداد اليمن لعام 2004.